# Heinrich Albert
Heinrich Albert, conegut també com, Heinrich Alberti (Lobenstein, 28 de juny de 1604 – Königsberg, 6 d'octubre de 1651) fou compositor, organista i poeta alemany del XVII.
Estudià lleis a Leipzig i després música amb el seu oncle Schütz, a Dresden, traslladant-se després a Konigsberg el 1626, on, des de 1631 fins a la seva mort, desenvolupà el càrrec d'organista de la catedral.
Va escriure música religiosa; els seus càntics tenen una estructura grandiosa: les poques cançons profanes que deixà, es distingeixen pels seus graciosos motius, també va escriure obres a tres veus, amb acompanyament d'orgue i altres instruments, les quals es publicaren amb el títol de Partitura oder Tablatur Henric Albert's musikalischer Kurbrhütten; les cançons profanes, junt amb algunes altres dels seus amics Simon Dach (605-1659) i Robert Roberthin (1600-1648), veieren la llum en la col·lecció Poetisch-Musikalisches Lust Wadlein (Konigsberg, 1648). Amor Prog va fer una edició de les obres religioses a Leipzig el 1651.
Les obres d'aquest antic mestre són difícils de reunir actualment, havent-se, malgrat tot, publicat una bona selecció amb text musical en les Neudruken deutscher Literaturwerke (Halle, 1883 a 1884).